# Kalamnuri
Kalamnuri es una ciudad y  municipio situada en el distrito de Hingoli en el estado de Maharashtra (India). Su población es de 24784 habitantes (2011). 

## Demografía
Según el censo de 2011 la población de Kalamnuri era de 24784 habitantes, de los cuales 12952 eran hombres y 11832 eran mujeres. Kalamnuri tiene una tasa media de alfabetización del 85,37%, superior a la media estatal del 82,34%: la alfabetización masculina es del 90,34%, y la alfabetización femenina del 79,96%.